# London Grand Prix 2016
London Grand Prix 2016, właśc. Müller Anniversary Games 2016 – mityng lekkoatletyczny, który odbył się w dniach 22–23 lipca w Londynie. Zawody były dziesiątą odsłoną prestiżowej Diamentowej Ligi w sezonie 2016.

## Wyniki

### Mężczyźni
| Konkurencja:               | 1. miejsce            | Rezultat     | 2. miejsce        | Rezultat   | 3. miejsce                | Rezultat    |
| Bieg na 100 m              | Jimmy Vicaut          | 10,02        | Isiah Young       | 10,07      | Churandy Martina          | 10,10       |
| Bieg na 200 m              | Usain Bolt            | 19,89        | Alonso Edward     | 20,04 SB   | Adam Gemili               | 20,07 SB    |
| Bieg na 400 m              | Matthew Hudson-Smith  | 45,03        | Deon Lendore      | 45,34      | Rabah Yousif              | 45,45 SB    |
| Bieg na 800 m              | Pierre-Ambroise Bosse | 1:43,88 SB   | Brandon McBride   | 1:43,95 PB | Ferguson Cheruiyot Rotich | 1:44,38     |
| Bieg na milę m             | Silas Kiplagat        | 3:53,04 SB   | Timothy Cheruiyot | 3:53,17 PB | Vincent Kibet             | 3:53,19     |
| Bieg na 5000 m             | Mo Farah              | 12:59,29 WL  | Andrew Butchart   | 13:14,85   | Bernard Lagat             | 13:14,96 SB |
| Bieg na 110 m przez płotki | Dimitri Bascou        | 13,20        | Gregor Traber     | 13,45      | Konstandinos Duwalidis    | 13,54       |
| Bieg na 400 m przez płotki | Kerron Clement        | 48,40 SB     | Javier Culson     | 48,63 SB   | Yasmani Copello           | 48,70       |
| Skok w dal                 | Gao Xinglong          | 8,11         | Damar Forbes      | 8,05       | Mike Hartfield            | 8,01        |
| Trójskok                   | Christian Taylor      | 17,78 WL, MR | Chris Carter      | 16,89      | Dong Bin                  | 16,85       |
| Skok o tyczce              | Renaud Lavillenie     | 5,90         | Sam Kendricks     | 5,83       | Kévin Menaldo             | 5,75        |
| Pchnięcie kulą             | Joe Kovacs            | 22,04        | Tom Walsh         | 21,54 SB   | David Storl               | 21,39 SB    |
| Rzut oszczepem             | Jakub Vadlejch        | 85,72        | Keshorn Walcott   | 83,60      | Hamish Peacock            | 82,94       |

### Kobiety
| Konkurencja:                  | 1. miejsce                | Rezultat       | 2. miejsce              | Rezultat   | 3. miejsce                | Rezultat   |
| Bieg na 100 m                 | Marie Josée Ta Lou        | 10,96 =PB      | Michelle-Lee Ahye       | 10,99      | Shelly-Ann Fraser-Pryce   | 11,06      |
| Bieg na 200 m                 | Dafne Schippers           | 22,13          | Tiffany Townsend        | 22,63 =SB  | Joanna Atkins             | 22,64      |
| Bieg na 400 m                 | Shaunae Miller            | 49,55 WL       | Stephenie Ann McPherson | 50,40      | Natasha Hastings          | 50,49      |
| Bieg na 800 m                 | Shelayna Oskan-Clarke     | 1:59,46 SB     | Lynsey Sharp            | 1:59,54    | Molly Ludlow              | 1:59,56    |
| Bieg na 1500 m                | Laura Muir                | 3:57,49 MR, NR | Sifan Hassan            | 4:00,87 SB | Meraf Bahta               | 4:02,62 SB |
| Bieg na 100 m przez płotki    | Kendra Harrison           | 12,20 WR       | Brianna Rollins         | 12,57      | Kristi Castlin            | 12,59      |
| Bieg na 400 m przez płotki    | Dalilah Muhammad          | 53,90          | Sara Petersen           | 54,33 SB   | Wenda Theron-Nel          | 54,47 SB   |
| Bieg na 3000 m z przeszkodami | Habiba Ghribi             | 9:21,35 SB     | Stephanie Garcia        | 9:26,26 SB | Purity Cherotich Kirui    | 9:30,95    |
| Skok w dal                    | Katarina Johnson-Thompson | 6,84 SB        | Shara Proctor           | 6,80 SB    | Funmi Jimoh               | 6,65       |
| Skok wzwyż                    | Ruth Beitia               | 1,98 =SB       | Mireła Demirewa         | 1,95       | Katarina Johnson-Thompson | 1,95 PB    |
| Skok o tyczce                 | Ekaterini Stefanidi       | 4,80           | Yarisley Silva          | 4,72       | Eliza McCartney           | 4,62       |
| Rzut dyskiem                  | Sandra Perković           | 69,94 MR       | Dani Samuels            | 64,10      | Jade Lally                | 61,65      |

## Rekordy
Podczas mityngu ustanowiono 1 rekord świata oraz 2 rekordy narodowe w kategorii seniorów:
| Zawodnik        | Reprezentacja     | Konkurencja                     | Rezultat |
| --------------- | ----------------- | ------------------------------- | -------- |
| Kendra Harrison | Stany Zjednoczone | Bieg na 100 metrów przez płotki | 12,20    |
| Bruno Hortelano | Hiszpania         | Bieg na 200 metrów              | 20,18    |
| Laura Muir      | Wielka Brytania   | Bieg na 1500 metrów             | 3:57,49  |